# Astrometeorologi
Astrometeorologi är en del av astrologin, där man med hjälp av astronomiska observationer av solen, månen, planeter och stjärnor gör förutsägelser om vädret. Man använder alltså astronomiska observationer som vädermärken. Astrometeorologin är tusentals år gammal. Exempelvis tillskrev sumererna på 3.000-talet f.Kr. Venus och halofenomen stor inverkan på vädret. Astrometeorologin fick stor spridning med almanackorna.
Bland personer som arbetade med astrometeorologi märks Klaudios Ptolemaios som skrev en avhandling om hur astrologin kunde användas för att förutse vädret. Dr. John Goad publicerade 1686 sin bok "Astro-meteorologica; or Aphorisms and discourses of the bodies coelestial, their nature and influences" som baserades på 39 års egna observationer inom astronomi och väder. Denna avhandling användes till slutet av 1800-talet. Johannes Kepler gav ut prognoser för hela Europa som byggde på astrologiska principer.
Länge användes astrometeorologin för att veta när gröder skulle sås och om hur hård vintern skulle bli, eftersom det var de enda väderprognoser som fanns att tillgå. Några astrometeorologiska uttalanden har visat sig ha viss sanning. Exempelvis påverkar månen tidvattnet och det finns vissa indikationer på att solfläckarna kan påverka klimatet. Ett annat exempel är Milanković-cyklerna.